# 仲村由佳
仲村 由佳（なかむら ゆか、1979年12月26日 - ）は、日本の元女子プロレスラー。NEO女子プロレスに所属していた。千葉県市川市出身。旧ネオ・レディース生え抜きの第一期生であり、入場時にダンスを披露していた。

## 経歴・戦歴
1998年8月16日、後楽園ホール大会の対下田美馬戦でデビュー。ネオ・レディース初の生え抜き選手で、またアイドルレスラー候補としてネオ・レディース時代からNEO女子プロレス初期においては、リングアナの石田亜矢子とのペアでファンイベントを開催していた。またルックスも良く、週刊誌のグラビアに水着姿などが掲載されたこともあり、バラエティー番組にも美少女プロレスラーとして他の選手と共演していた。

2000年1月6日にネオ・レディースは崩壊。5月31日にNEO女子プロレスとして再出発するが、その旗揚げ戦で初めてダンスを披露した。
2003年7月から開催された「ミッドサマー・タッグトーナメント」において下田との「心の師弟タッグ」で臨み、8月3日の決勝で優勝候補大本命のNEOマシンガンズと対戦し、仲村が宮崎有妃からフォールを奪って優勝した。その後8月23日のメインで田村欣子との一騎討ちが組まれたが、その試合で左肘を脱臼してしまう。
その後、トップグループ入りのチャンスを逃した仲村は前座戦線で活躍するが、2005年10月16日の対椎名由香戦後、7ヶ月に渡り試合を欠場する。
2006年5月5日の後楽園ホール大会で復帰戦を行うも、試合後に引退を表明。
7月17日の後楽園ホール大会で師匠である下田美馬相手に引退試合を行い、得意技ロマンティック・クラッチで下田を見事にフォールし、有終の美を飾った。
2012年8月5日、ワールド女子プロレス・ディアナラゾーナ川崎プラザソル大会に来場し、下田美馬25周年セレモニーで6年ぶりにリングに上がった。
現在は近況をツイッターで更新している。

## 得意技
- ロマンティック・クラッチ

相手の片腕をハンマーロックにとってから、片脚を頭部にかけて丸め込む。
- フットスタンプ
- スイングDDT
- ジャンピング・ニー with オー

攻撃後に観客と共に「オー!」と叫ぶ。
元々はジャンボ鶴田のスタイル。現在は我闘雲舞の里歩が引き継いだ。
- ラ・マヒストラル

## タイトル歴
- 板橋タッグ王座
- 北沢タッグ王座
- アイアンマンヘビーメタル級王座

## 入場テーマ曲
- 「キッズ・リターン」（久石譲） - ネオ・レディース時代
- 「5・6・7・8」（ステップス） - NEO時代
- 「LOVE涙色」（松浦亜弥） - 「プロレス活き活き塾」参戦時